# Manuel José de Reyes y Borda
Manuel José de Reyes y Borda (Santiago de Chile, 1753 - Charcas, abril de 1822) fue un jurista español que ocupó diversos cargos de relevancia en la administración virreinal del Perú y la Plata, entre los reinados de Carlos III y Fernando VII.
Hijo de Matías Alfonso de Reyes y de Inés de Borda y de Hidalgo, su hermano Judas Tadeo Reyes tuvo una actuación destacada como ideólogo del bando realista, lo que le valió años de exilio.
Manuel Reyes se doctoró en leyes por la Real Universidad de San Felipe y fue habilitado como abogado de la Real Audiencia de Santiago de Chile, y luego de la del Cuzco, de la cual fue asesor y fiscal interino. El virrey Agustín de Jáuregui lo nombró teniente de gobernador de la localidad de Pica, que en esa época dependía de la intendencia de Arequipa.[cita requerida]
Viajó a España durante los años 1790 y allí fue nombrado oidor de la Real Audiencia de Manila, posiblemente en julio de 1804, en reemplazo de Manuel de Velasco, que había sido trasladado como oidor de la Real Audiencia de Buenos Aires; sin embargo, apenas un mes más tarde, Reyes fue nombrado también oidor en la Audiencia de Buenos Aires, y confirmado en el cargo por real decreto a fines de septiembre de 1804. No obstante, obtuvo una licencia para permanecer un tiempo más en España, de modo que figura como oidor de la Audiencia recién a fines de 1805.
Su actuación durante los años en que fue oidor fue meramente burocrática, y no tuvo ninguna notabilidad siquiera durante las invasiones inglesas. Pero en 1810, al llegar a Buenos Aires la noticia de la caída de España en manos de Napoleón Bonaparte, los grupos dirigentes locales decidieron organizar un gobierno propio. Para eso convocaron a un cabildo abierto el 22 de mayo de 1810, durante el cual los funcionarios reales y los vecinos emitieron su opinión. Reyes expresó que no encontraba razones para una alarma ni para modificar el gobierno del virrey Baltasar Hidalgo de Cisneros, pero que si la opinión de la mayoría fuese que debía cambiarse, que se mantuviese al virrey al frente del gobierno, asociándole al alcalde de primer voto y al síndico procurador de la ciudad. Esta no era una opinión inocente: Reyes conocía al síndico, Julián de Leyva, y sabía que —aunque no era contrario a la Revolución— intentaría darle una forma estrictamente legalista, e indirectamente conservar el poder para los funcionarios reales. Los conflictos de los días siguientes hicieron fracasar esta propuesta, lo que condujo directamente a la Revolución de Mayo.
Semanas después del estallido de la Revolución, los antiguos funcionarios reales conspiraban contra la Junta de Gobierno, en secreto juraron fidelidad al Consejo de Regencia establecido en Cádiz, y enviaron mensajes a las ciudades del interior del virreinato para incentivarlos a resistir al nuevo gobierno. En respuesta, el virrey y todos los miembros de la Audiencia fueron sorpresivamente arrestados y embarcados con rumbo a las islas Canarias, a bordo de un buque inglés —especializado en contrabando— el día 22 de junio.
El 15 de diciembre de 1810, las Cortes de Cádiz decidieron premiarlo: fue nombrado ministro honorario del Consejo de Indias y regente de la Real Audiencia de Charcas, en el Alto Perú, en reemplazo de Manuel Villota, exfiscal de la Audiencia de Buenos Aires y expulsado junto con Reyes, que había rechazado el cargo. Instalado en la ciudad de Charcas (actual Sucre), allí falleció en el mes de abril de 1822.